# Nomindra yeni
Nomindra yeni là một loài nhện trong họ Gnaphosidae.
Loài này thuộc chi Nomindra. Nomindra yeni được Norman I. Platnick & Barbara Baehr miêu tả năm 2006.